# Domenico I Contarini
Domenico I Contarini, född okänt år, död 1071, var en venetiansk doge. Han var regerande doge av Venedig 1043–1071. Han tog initiativ uppförande av Markuskyrkan i Venedig.